# Lamellidoris aspera
Lamellidoris aspera är en snäckart som beskrevs av Joshua Alder och Henderson 1842. Lamellidoris aspera ingår i släktet Lamellidoris och familjen Onchidorididae. Inga underarter finns listade i Catalogue of Life.